# Івашкевич Олександра Антонівна
Олекса́ндра Анто́нівна Івашке́вич (*20 березня 1942, Київ)  — біолог, біохімік, мемуаріст. Кандидат біологічних наук.

## Біографія
Народилась 20 березня 1942 р. у Києві.
У 1959 р. закінчила середню школу № 97 м. Києва, у 1967 р. — Київський державний університет ім. Т. Шевченка, біологічий факультет.
1959–1961, 1967–1991 — препаратор, старший лаборант, молодший науковий співробітник, науковий співробітник, старший науковий співробітник відділів ендокрінології, гіпоксичних та гіпероксичних станів, фізіології дихання, лабораторії високогірної фізіології Інституту фізіології ім. О. О. Богомольця.
1969–1972 — аспірантура за спеціальністю «фізіологія людини та тварин» у лабораторії трансплантації органів і тканин (керівник академик АМН СРСР М. М. Сиротинін).
1975 — захист дисертації «Роль деяких неспецифічних факторів у реакції відторгнення аллотрансплантованої нирки у собак».
1991–1993 — провідний науковий співробітник Українського наукового центру радіаційної медицини МОЗ України .
1993–2001 — вчений секретар НДІ соціальної, судової психіатрії та наркології МОЗ України.

## Публикації
Книги
- Ивашкевич А. А., Шевко А. Н.«Академик Н. Н. Сиротинин» — К.: Абрис, 2007. — 87 с., рос.
- Ивашкевич Александра. «Экология души. Воспоминания, размышления, жизнепонимание». — К.: Купола, 2013. — 320 с., рос.
- Статті у наукових виданнях.

## Громадська діяльність
Відповідальний секретар Київського клубу любителів книги «Субота у Бегемота».